# 세르비아의 정당
세르비아의 정당 제도는 원칙상 다당제이나 현재는 세르비아 진보당이 절반 이상의 의석을 확보한데 비해, 타 정당들은 의석을 확보하지 못하여 일당우위제로 운영되고 있다.

## 주요 정당
| 정당명                       | 이념                                                  | 스펙트럼        | 의석수   |
| ---------------------------- | ----------------------------------------------------- | --------------- | -------- |
| 세르비아 진보당              | 보수주의, 친유럽주의, 신자유주의                      | 우익            | 93 / 250 |
| 세르비아 급진당              | 세르비아 민족주의, 우익 대중주의                      | 우익 ~ 극우     | 22 / 250 |
| 세르비아 사회당              | 사회민주주의, 포퓰리즘, 세르비아 민족주의, 친유럽주의 | 중도좌파        | 21 / 250 |
| 더 이상은 안 된다            | 자유주의                                              | 중도            | 16 / 250 |
| 민주당                       | 민주주의, 친유럽주의, 제3의길, 평화주의               | 중도            | 12 / 250 |
| 세르비아 사회민주당          | 사회민주주의, 친유럽주의, 제3의 길                    | 중도좌파        | 10 / 250 |
| 세르비아 연합연금당          | 사회민주주의, 사회 정의, 복지                         | 중도좌파        | 9 / 250  |
| 디베리                       | 사회보수주의, 경제민족주의                            | 우익 ~ 극우     | 7 / 250  |
| 세르비아 민주당              | 민족보수주의, 기독교 민주주의                         | 우익            | 6 / 250  |
| 통합 세르비아                | 보수주의, 민족보수주의, 종족적 내셔널리즘             | 중도우파        | 6 / 250  |
| 새로운 세르비아              | 우익대중주의, 군주주의                                | 중도우파 ~ 우익 | 5 / 250  |
| 사회민주당                   | 사회민주주의, 민주사회주의, 평화주의                  | 중도좌파        | 5 / 250  |
| 자유민주당                   | 사회자유주의, 대서양주의                              | 중도            | 4 / 250  |
| 보이보디나 사회민주주의 동맹 | 사회민주주의, 지역주의                                | 중도좌파 ~ 좌익 | 4 / 250  |
| 보이보디나 헝가리 동맹       | 소수 정치, 지역주의                                   | 없음            | 4 / 250  |
| 세르비아 부흥 운동           | 군주주의, 친유럽주의                                  | 중도우파        | 3 / 250  |
| 사회주의자 운동              | 세르비아 민족주의, 유럽회의주의                       | 포괄정당        | 3 / 250  |
| 세르비아 인민당              | 민족보수주의, 유럽회의주의                            | 우익            | 3 / 250  |
| 산자크 민주행동당            | 보스니아계 소수 민족 정치                             | 없음            | 2 / 250  |
| 강한 세르비아 운동           | 세르비아의 내셔널리즘, 사회자유주의, 범유럽주의       | 중도우파        | 2 / 250  |
| 다함께 세르비아              | 사회민주주의                                          | 중도좌파        | 1 / 250  |
| 신당                         | 자유주의, 경제적 자유주의, 범유럽주의, 평화주의       | 중도 ~ 중도우파 | 1 / 250  |
| 민주행동당                   | 알바니아계 소수 민족 정치, 지역주의                   | 없음            | 1 / 250  |
| 세르비아 녹색당              | 환경주의, 녹색 정치, 자유주의, 평화주의               | 중도            | 1 / 250  |